# West Ruislip
West Ruislip – stacja kolejowa i metra znajdująca się w zachodniej części Londynu. Obsługiwana jest przez National Rail i Central Line na niezależnych platformach. Stanowi zachodnią stację końcową Central Line poprzedzoną stacją Ruislip Gardens w kierunku centrum miasta. Połączenia National Rail obsługiwane są przez brytyjskiego przewoźnika Chiltern Railways.

## Połączenia
Stację obsługują autobusy linii U1 i U10

## Galeria

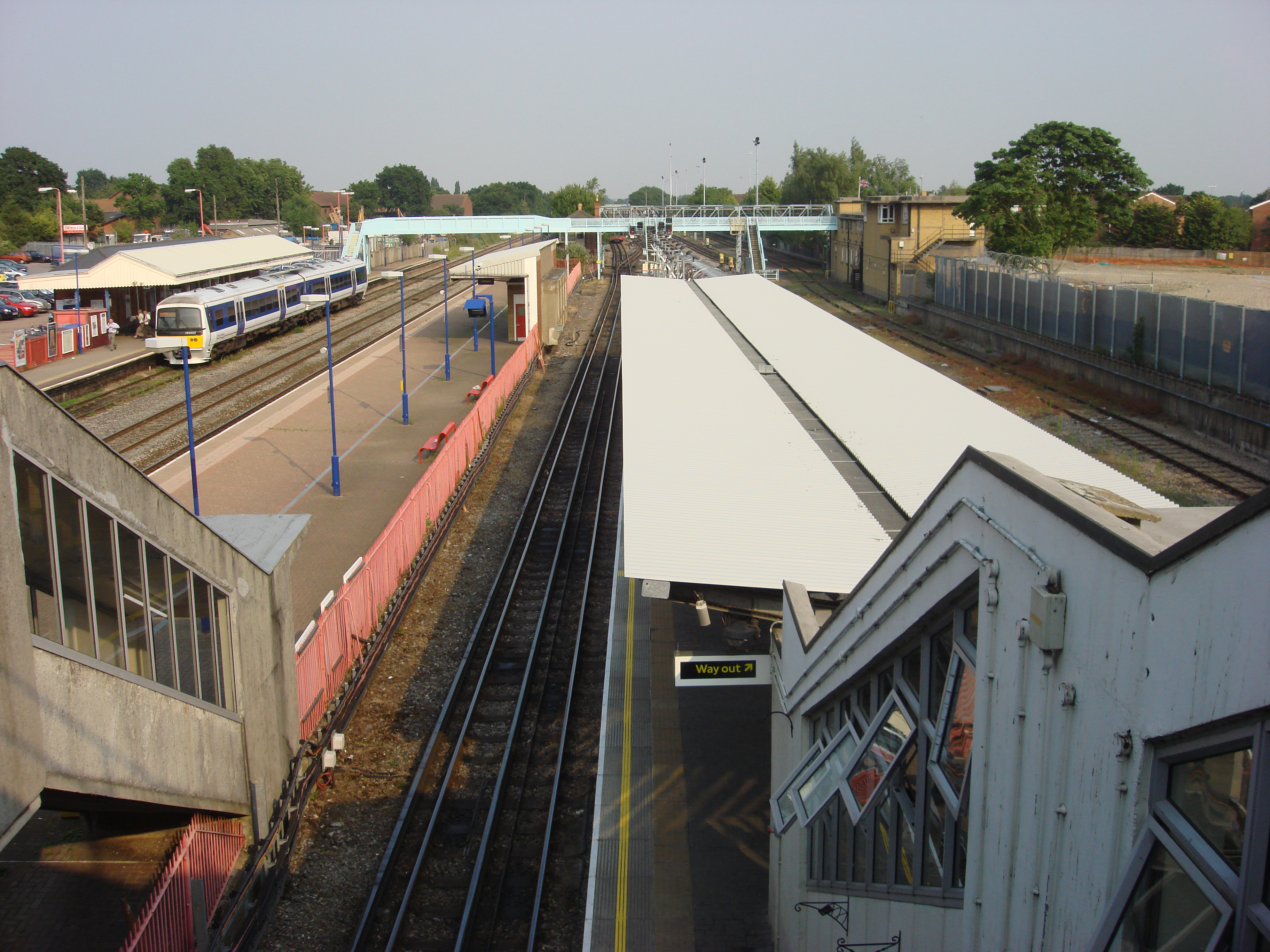
Stacja, widok z góry
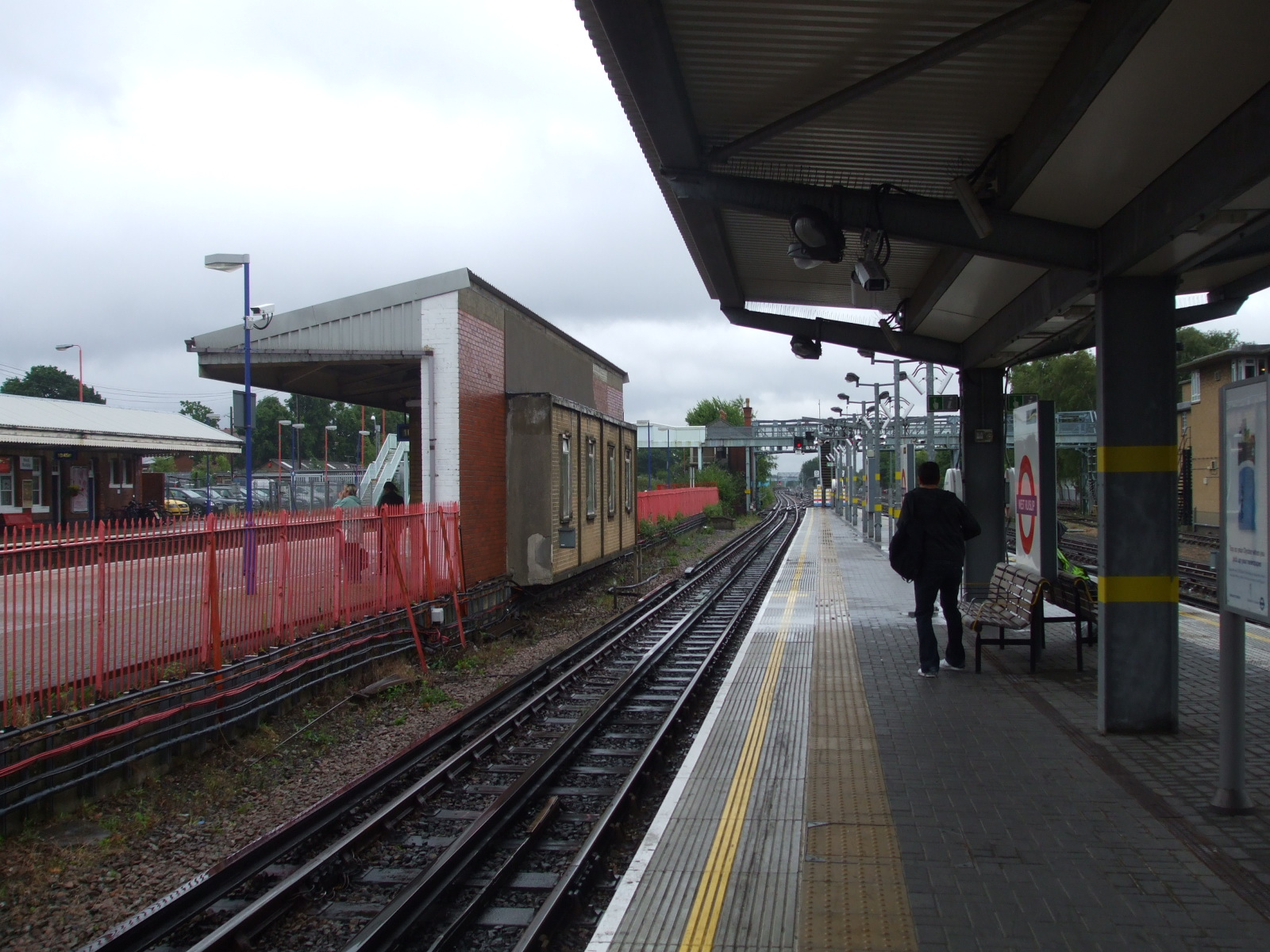
Platforma Central Line w kierunku wschodnim
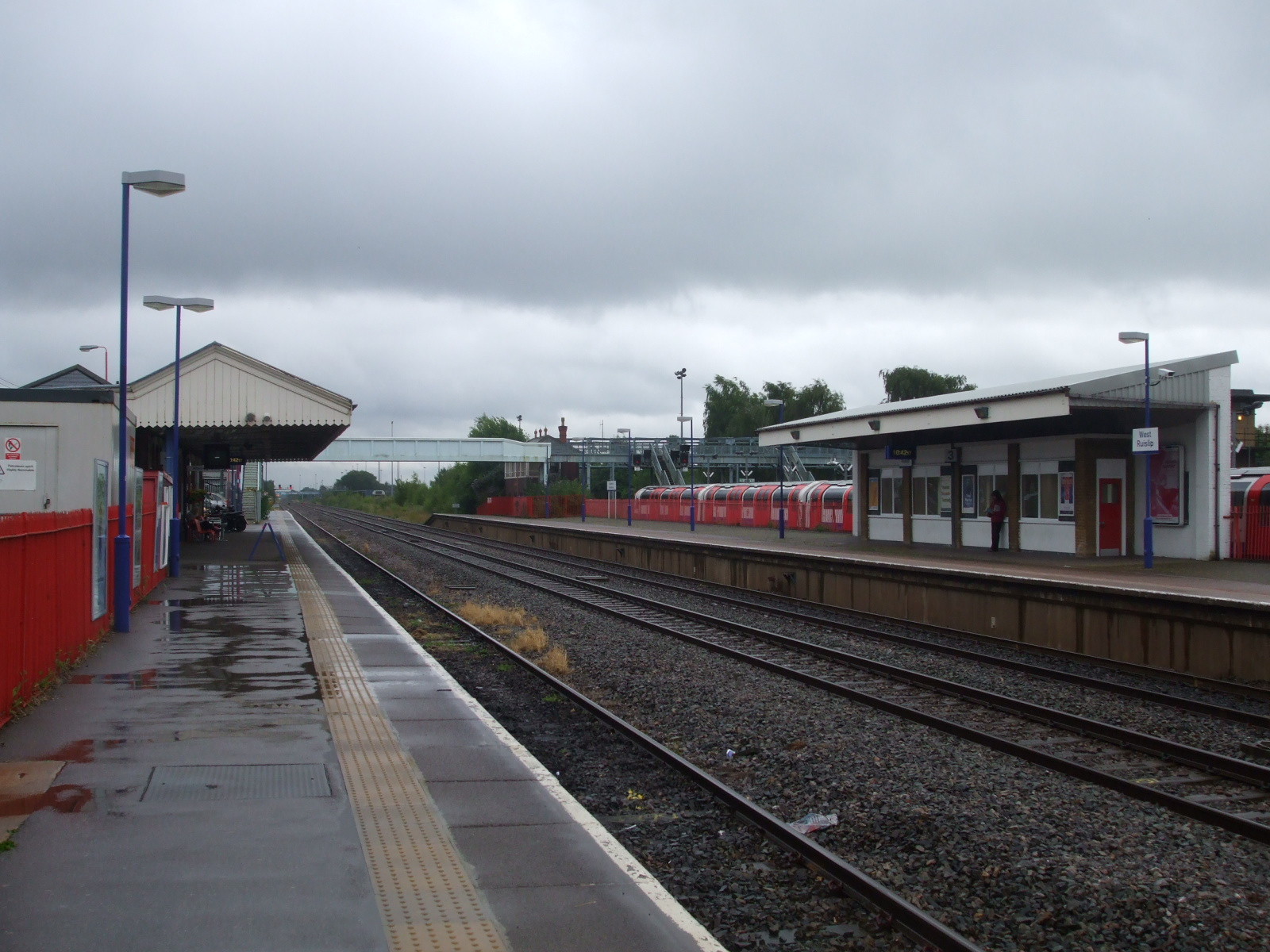
Platforma Chiltern Railways w kierunku wschodnim
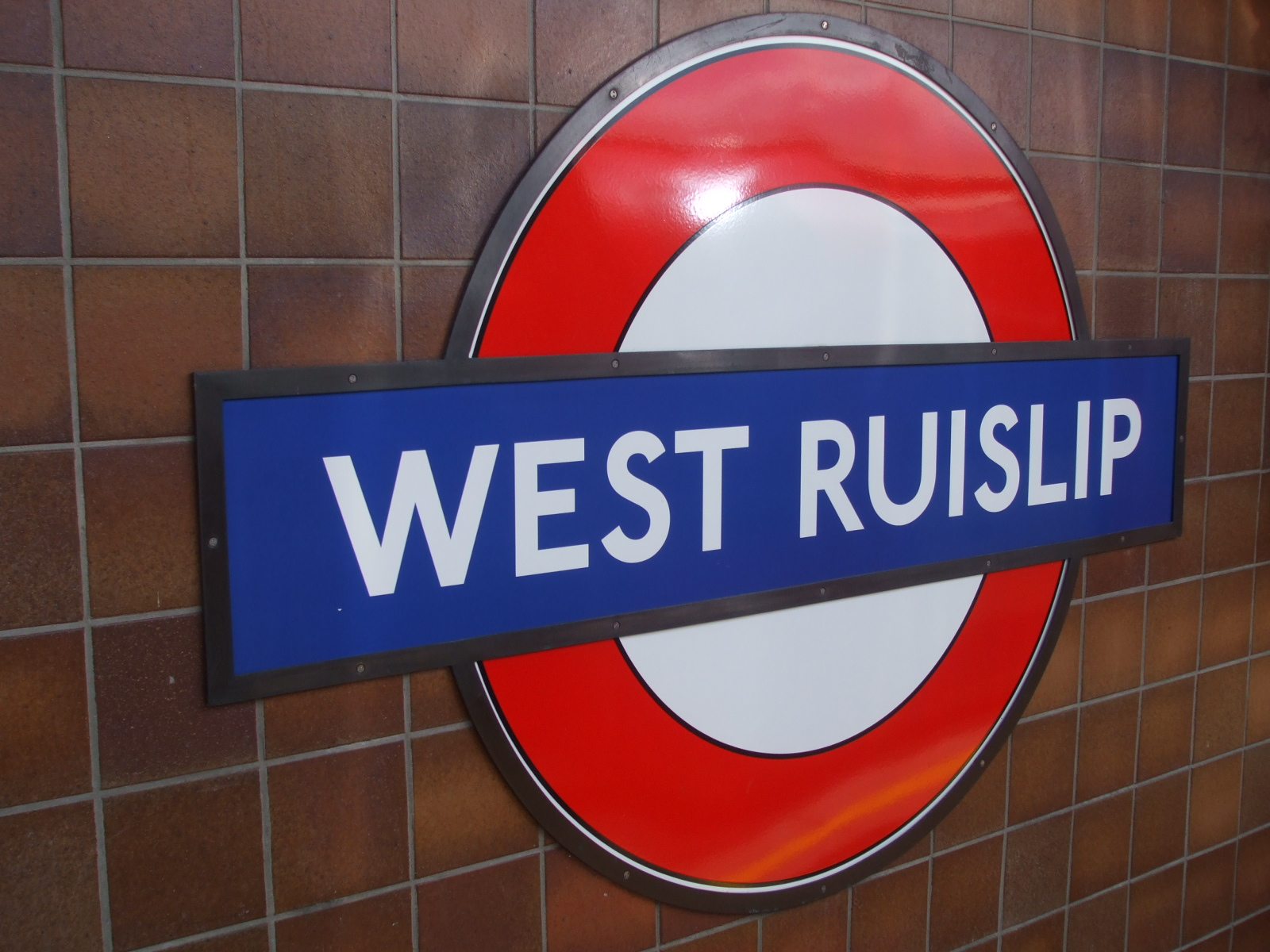
Symbol stacji